# Kadłubiska (województwo podkarpackie)
Kadłubiska – wieś w Polsce położona w województwie podkarpackim, w powiecie lubaczowskim, w gminie Narol.
W latach 1975–1998 miejscowość administracyjnie należała do województwa przemyskiego.
Wierni Kościoła rzymskokatolickiego należą do parafii Narodzenia Najświętszej Maryi Panny w Narolu.